# Bonneuil-en-France
Bonneuil-en-France är en kommun i departementet Val-d'Oise i regionen Île-de-France i norra Frankrike. Kommunen ligger i kantonen Garges-lès-Gonesse-Est som tillhör arrondissementet Sarcelles. År 2022 hade Bonneuil-en-France 1 179 invånare.

## Befolkningsutveckling
Antalet invånare i kommunen Bonneuil-en-France
| Referens: INSEE |